# Abitatori del profondo
(H.P. Lovecraft, "La maschera di Innsmouth")
Gli Abitatori del profondo (Deep Ones) sono creature dell'universo immaginario nato dalla fantasia dello scrittore statunitense Howard Phillips Lovecraft. Questi esseri fanno la loro prima apparizione nel racconto di Lovecraft intitolato La maschera di Innsmouth (1931), ma in seguito sono comparsi anche nei lavori di altri autori, specialmente di August Derleth.

## Aspetto fisico
Gli Abitatori del profondo dimorano negli abissi del mare e sono delle creature ibride, un incrocio fra un essere umano e una creatura anfibia. Le dimensioni dei loro corpi aumentano di continuo con il passare del tempo, non vi è quindi distinzione tra un'età dello sviluppo e un'età matura. La loro pelle è liscia e lucente, prevalentemente di color grigio-verde, anche se i loro addomi sono bianchi. Il corpo è di forma antropomorfa, mentre le teste ricordano il cranio di pesci e rane, con grandi bulbi oculari privi di palpebre. La schiena è ricurva e attraversata da una cresta ossea, ai lati del collo hanno branchie palpitanti, mentre gli arti sono lunghi e con le estremità palmate. Si muovono saltellando in modo irregolare, oppure camminando sulle gambe, o ancora sfruttando tutti e quattro gli arti. Le loro voci sono gracchianti e ricordano il gracidio delle rane.

## Informazioni generali

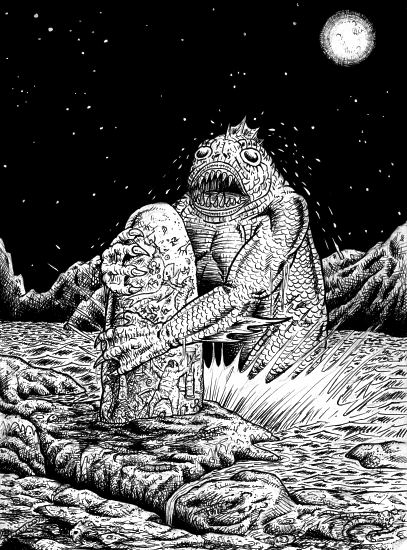
Rappresentazione artistica di Dagon

Lovecraft descrive gli Abitatori del profondo come una razza di umanoidi marini che preferiscono dimorare nelle profondità oceaniche (da qui deriva il loro nome), tuttavia possono raggiungere la superficie terrestre e sopravvivere su di essa per qualche tempo. Gli Abitatori del profondo sono praticamente immortali, anche se possono morire per cause accidentali o attacchi violenti. Venerano principalmente Cthulhu, nonché Padre Dagon e Madre Hydra, due membri della loro stessa razza che hanno raggiunto dimensioni ciclopiche (in base ad altri testi, risulta invece che Dagon e Hydra siano dei Grandi Antichi a tutti gli effetti).
Il racconto La maschera di Innsmouth, rivela che gli Abitatori del profondo interagiscono con gli uomini: in cambio di oro e pesca abbondante, gli abitanti della cittadina offrono sacrifici umani alle creature. Gli Abitatori del profondo si accoppiano con gli esseri umani, dando vita a ibridi che ereditano l'immortalità dal genitore anfibio e trascorrono la prima parte della loro vita nella comunità civile (di solito piccole cittadine sulla costa, come Innsmouth). Alla nascita, il corpo è del tutto umano, ma crescendo comincia a rivelare degli evidenti tratti ibridi (le orecchie quasi scompaiono, gli occhi si gonfiano e perdono le palpebre, la testa si restringe e diviene glabra, spuntano branchie sul collo, la pelle diventa squamosa); raggiunta la maturità, le mutazioni subite dal loro fisico sono palesi e non è più possibile per loro confondersi fra gli uomini. Per questo motivo si trasferiscono a vivere nel mare per raggiungere la comunità di Abitatori del profondo più vicina. I frutti di questi accoppiamenti perdono progressivamente qualsiasi caratteristica umana, diventando in tutto e per tutto uguali agli altri Abitatori del profondo.

## Y'ha-nthlei
Y'ha-nthlei è l'unica città sottomarina costruita dagli Abitatori del profondo di cui Lovecraft ci narra. Il nome potrebbe essere stato ispirato dal personaggio ideato da Lord Dunsany e chiamato "Yoharneth-Lahai", "dio dei sogni e della fantasia".
Ne "La maschera di Innsmouth" viene descritta una metropoli subacquea situata sotto la scogliera del Diavolo, poco lontano dalla costa del Massachusetts, vicino a Innsmouth. Non si conosce da quanto sia stata edificata Y'ha-nthlei, ma un abitante sostiene di viverci da almeno 80.000 anni.
Nel racconto di Lovecraft si dice che il governo degli Stati Uniti abbia bombardato la scogliera del Diavolo nel 1928, durante un raid su Innsmouth.
Altri autori hanno inventato nuove città degli Abitatori del profondo: Ahu-Y'hloa, vicino alla Cornovaglia e G'll-Hoo, vicino all'isola vulcanica di Surtsey, al largo dell'Islanda.

## Nella cultura di massa
- Nel film Dagon - La mutazione del male, ispirato al racconto La maschera Innsmouth, gli Abitatori del profondo sono gli antagonisti principali. Gli ibridi, in questa pellicola, assomigliano più che altro al tentacolato Cthulhu.
- Nella prima stagione del cartone animato Digimon appaiono delle creature simili agli Abitatori del profondo, i Divermon. Nell'episodio 13 della seconda stagione dello stesso cartone appaiono creature soprannominate "Digi-Deep Ones"; esse adorano un'entità chiamata il loro "Oscuro Maestro degli Abissi", chiaro riferimento a Cthulhu. All'inizio questi esseri sembreranno dei Divermon, ma in seguito riveleranno il loro vero aspetto e vorranno prendere Kari (la ragazza umana che li ha trovati) come sposa del loro signore.
- Il fumettista Mike Mignola è un fan di Lovecraft e le sue creazioni Hellboy e B.P.R.D. presentano delle strane entità chiamate Ogdru Jahad, che hanno come obiettivo quello di trasformare la popolazione della Terra in creature simili a rane. Lo stesso personaggio di Abe Sapien assomiglia fisicamente a un Abitatore del profondo, ma non presenta alcun elemento di malignità tipico degli ibridi lovecraftiani.
- Gli Abitatori del profondo appaiono in videogame quali Alone In The Dark, X-Com: Terror from the Deep, NetHack e Call of Cthulhu: Dark Corners of the Earth.
- Nel gioco di ruolo Dungeons & Dragons, la razza dei "kuo-toa" è chiaramente ispirata agli Abitatori del profondo. Si tratta di uomini-pesce malvagi che adorano Blibdoolpoolp, la "Madre del Mare", alla quale dedicano sacrifici umani. Alcuni dei kuo-toa venerano un dio del mare chiamato "Dagon" e hanno l'usanza di accoppiarsi con gli esseri umani.
- Nell'espansione Fiaba della luna scarlatta del gioco di carte Force of Will è presente una carta risonatore (l'equivalente del gioco delle creature) di tipologia "Cthulhu" chiamata Abitatori del Profondo, dall'aspetto di un uomo-pesce.
- I Murloc dell'universo di Warcraft sono quasi identici agli Abitatori del profondo di Lovecraft.
- Nel videogioco Castlevania: Portrait of Ruin, il giocatore deve a un certo punto combattere contro una creatura acquatica chiamata "Dagon".
- Nell'anime e nel manga Saint Seiya, uno degli Specter di Hades è Niobe di Deep, la cui armatura ricorda la forma del corpo di un Abitatore del profondo.
- Nel gioco di ruolo CthulhuTech, pubblicato dalla Mongoose, gli Abitatori del profondo e l'Ordine Esoterico di Dagon compongono una delle fazioni in guerra, con le loro personali armi da combattimento.
- Nel Volume I della serie Serenity Falls di James A. Moore, il protagonista Jonathan Crowley ha un incontro con un Abitatore del profondo.
- Il titolo del primo episodio della nuova serie di Wizards of Mickey è "Gli abitatori del buio".
- Dagon viene presentato come Boss del gioco Devil May Cry 4 come una fusione di una rana e un pesce abissale.